# 安巴里的圣安多尼圣殿
安巴里的圣安多尼圣殿 (Basilica of St. Anthony) 是一座哥德复兴式建筑及罗马天主教宗座圣殿，位于巴西南部圣保罗州的桑托斯。
圣殿由安巴里男爵Antonio Ferreira da Silva始建于1874年。他去世后，该堂曾废弃20年。1911年重建，1915年扩建。1922年分配给嘉布遣会修士。1930年，他们建造新堂，到1945年完成。1952年，该堂由庇护十二世升格为宗座圣殿。

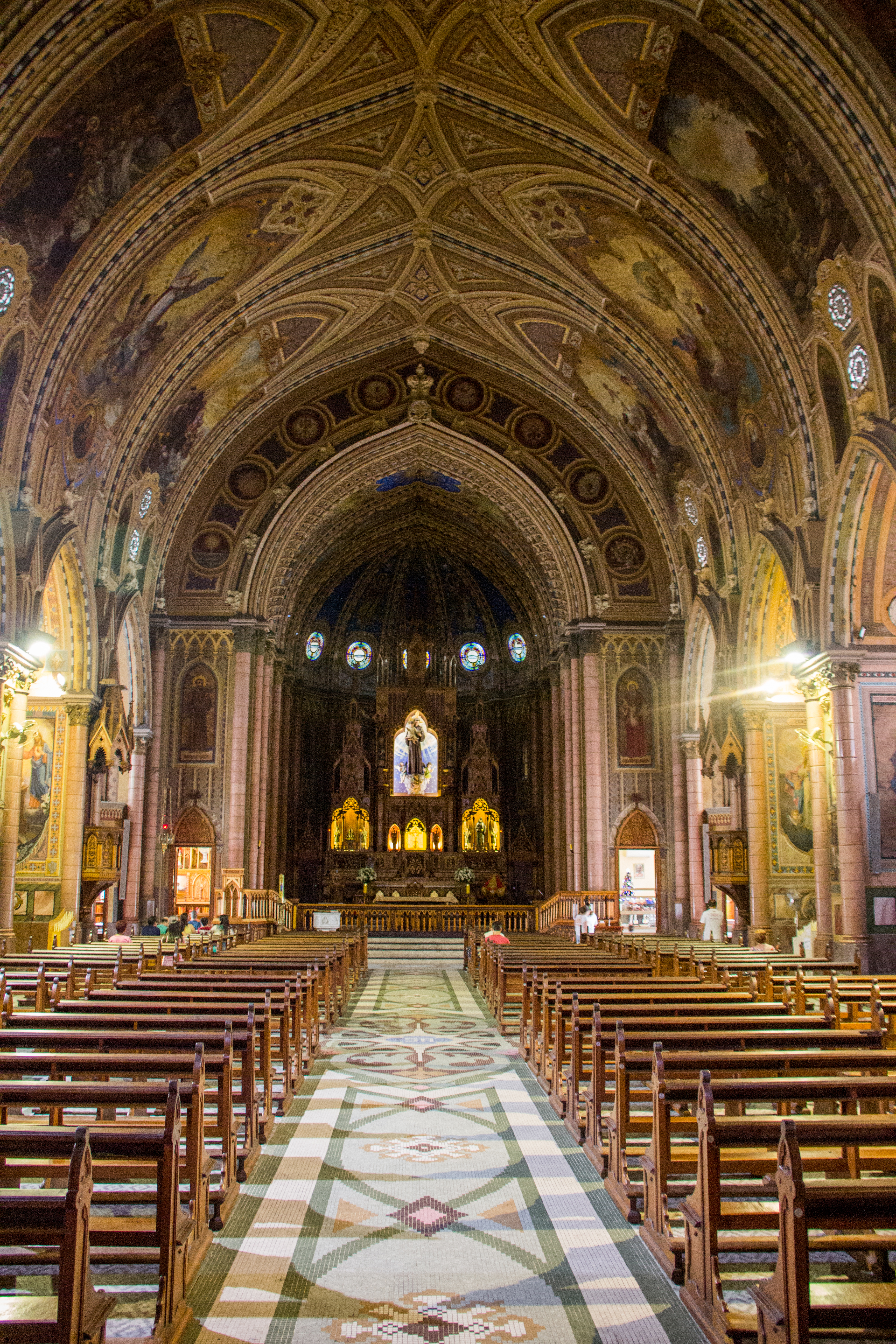
Internal View